# 秋元礼朝
秋元 礼朝（あきもと ひろとも）は、江戸時代末期（幕末）の大名。上野館林藩の第2代（最後）の藩主。館林藩秋元家11代。

## 生涯
嘉永元年（1848年）5月16日、遠江掛川藩の第5代藩主・太田資始の五男として生まれる。安政6年（1859年）に館林藩主・秋元志朝の養子となり、元治元年（1864年）10月に養父が禁門の変により幕府から隠居させられたため、家督を継ぐ。慶応2年（1866年）に奏者番に任じられた。慶応4年（1868年）の戊辰戦争では、飛び地領の河内から新政府軍に対して兵を派遣し、軍資金2万両を出して協力した。その功により明治2年（1869年）に賞典禄1万石を加増された。
明治2年（1869年）、版籍奉還により館林藩知事に任命されたが、明治4年（1871年）7月に廃藩置県で免官。同年9月に隠居し、養子の興朝に家督を譲る。明治16年（1883年）6月13日に死去。享年36。
大正4年（1915年）、正四位を追贈された。

## 系譜
父母
- 太田資始（実父）
- 良 - 上杉斉定の六女あるいは側室（実母）
- 秋元志朝（義父）

正室
- 操 - 戸田忠温の十一女

養子
- 秋元興朝 - 戸田忠至の次男